# Henrietta Montalba
Pour les articles homonymes, voir Montalba.
Henrietta Skerrett Montalba, née le 8 avril 1848 à Londres et morte le 14 septembre 1893 à Venise, est une sculptrice britannique, née dans une famille d'artistes de renom.

## Biographie

### Naissance et formation
Henrietta Montalba naît le 8 avril 1848 à Londres. Elle est la plus jeune des quatre filles d'Anthony R. Montalba (en) et d'Emeline. Les quatre sœurs et leur frère pratiquent l'art, Clara Montalba en particulier devenant une peintre à succès.
À partir de 1868, Henrietta étudie à la South Kensington School of Design, puis à l'Académie des beaux-arts de Venise, où sa famille réside en 1873 et où elle réside également à partir de la fin des années 1880. Elle poursuit ses études à South Kensington, se distinguant en remportant d'autres médailles en 1874, 1875 et 1876 pour le modelage d'après nature, et y étudie avec Jules Dalou de 1877 à 1880, l'éminent sculpteur français, pendant sa résidence à Londres. Elle fait la connaissance de sa camarade de classe, la princesse Louise.

### Carrière et voyages
Henrietta Montalba remporte des prix pour ses éventails avec sa sœur Hilda Montalba à l'Exposition internationale de Londres en 1871, mais sa première œuvre de sculpture, avec laquelle elle fait ses débuts à la Royal Academy en 1875, est un portrait de son père. Elle expose ensuite à la Grosvenor Gallery (1880-1889) et à son successeur, la New Gallery (1890-1893) ; elle participe également à l'Exposition internationale de Glasgow à Kelvingrove Park (1888) et à l'Exposition universelle de Chicago (1893).
Elle conçoit un buste en marbre de George F. White (1893), et en bronze (The Marquess of Lorne, 1880), qui attirent l'attention et les éloges de la critique. Parmi les incursions dans le domaine littéraire, citons les bustes Tito et Romola (tous deux de 1880).
Elle rend visite à la princesse Louise au Canada pendant trois mois en 1879, alors que le mari de la princesse, le marquis de Lorne, est gouverneur général. 
Henrietta Montalba adopte la sculpture comme branche artistique. Elle se consacre principalement à des portraits ou à des bustes de fantaisie, certains exécutés en marbre, comme ceux du docteur Mezger d'Amsterdam (Grosvenor Gallery, 1886) et du docteur Schollander, l'artiste scandinave, d'autres en bronze, comme celui du marquis de Lomé, mais la plus grande partie de son travail est exécutée en terre cuite, comme dans le cas de son buste de Robert Browning (Grosvenor Gallery, 1883). D'autres œuvres dignes d'intérêt sont Une paysanne de Dalecarlian et Le Corbeau, représentant un corbeau assis sur un buste de Pallas, d'après le poème de E. A. Poe. Sa dernière œuvre, de nature plus ambitieuse, est une figure grandeur nature d'Un garçon vénitien attrapant un crabe, exécutée en bronze, qui est exposée à la Royal Academy en 1893 et à l'Exposition internationale de Chicago la même année. Henrietta Montalba passe toute sa vie avec sa famille et, comme ses sœurs, reste célibataire. Sa résidence prolongée à Venise à partir de la fin des années 1880, lorsque la famille quitte définitivement la Grande-Bretagne, ne l'empêche pas de maintenir sa présence aux expositions londoniennes. Elle voyageait fréquemment dans d'autres régions d'Italie et en Suède.
Sa personnalité agréable et attrayante lui vaut de nombreux amis. Outre ses dons artistiques, elle possède un grand talent linguistique.

### Fin de vie et mort
En 1892, sa santé commence à décliner et, après une longue maladie, elle meurt au Palazzo Trevisan, Zattere, Venise, le 14 septembre 1893, et est inhumée près de son père, à San Michele.

## Portraits d'elle
La princesse Louise sculpte et peint un portrait de Henrietta Montalba ; ce dernier (Académie nationale du Canada) est exposé à la Grosvenor Gallery, à Londres, en 1882. D'autres portraits d'elle, réalisés par ses sœurs, Hilda et Ellen Montalba, restent en possession de sa famille.